# A quemarropa
A quemarropa (en inglés Point Blank) es una película de John Boorman estrenada en 1967. Sus protagonistas son Lee Marvin y Angie Dickinson.

## Sinopsis
Walker (Lee Marvin) está intentando ayudar a Reese (John Vernon), un amigo suyo de los bajos fondos. Reese le dispara y, creyendo que está muerto, lo abandona y se marcha con la mujer de Walker, que es su amante. Cuando Walker se recupera de sus heridas decide vengarse, llegando al corazón mismo de una poderosa organización criminal.

## Reparto
| Actor            | Personaje                     |
| ---------------- | ----------------------------- |
| Lee Marvin       | Walker                        |
| Angie Dickinson  | Chris                         |
| Keenan Wynn      | Yost                          |
| Carroll O'Connor | Brewster                      |
| Lloyd Bochner    | Frederick Carter              |
| Michael Strong   | Stegman                       |
| John Vernon      | Mal Reese                     |
| Sharon Acker     | Lynne                         |
| James Sikking    | Hombre con fusil              |
| Lawrence Hauben  | Vendedor de coches            |
| Sid Haig         | Primer vigilante apartamento  |
| Michael Bell     | Segundo vigilante apartamento |

## Adaptación
En 1999 se hizo una nueva adaptación de la novela, Payback, con Mel Gibson en el papel de Lee Marvin.